# Chase & Status

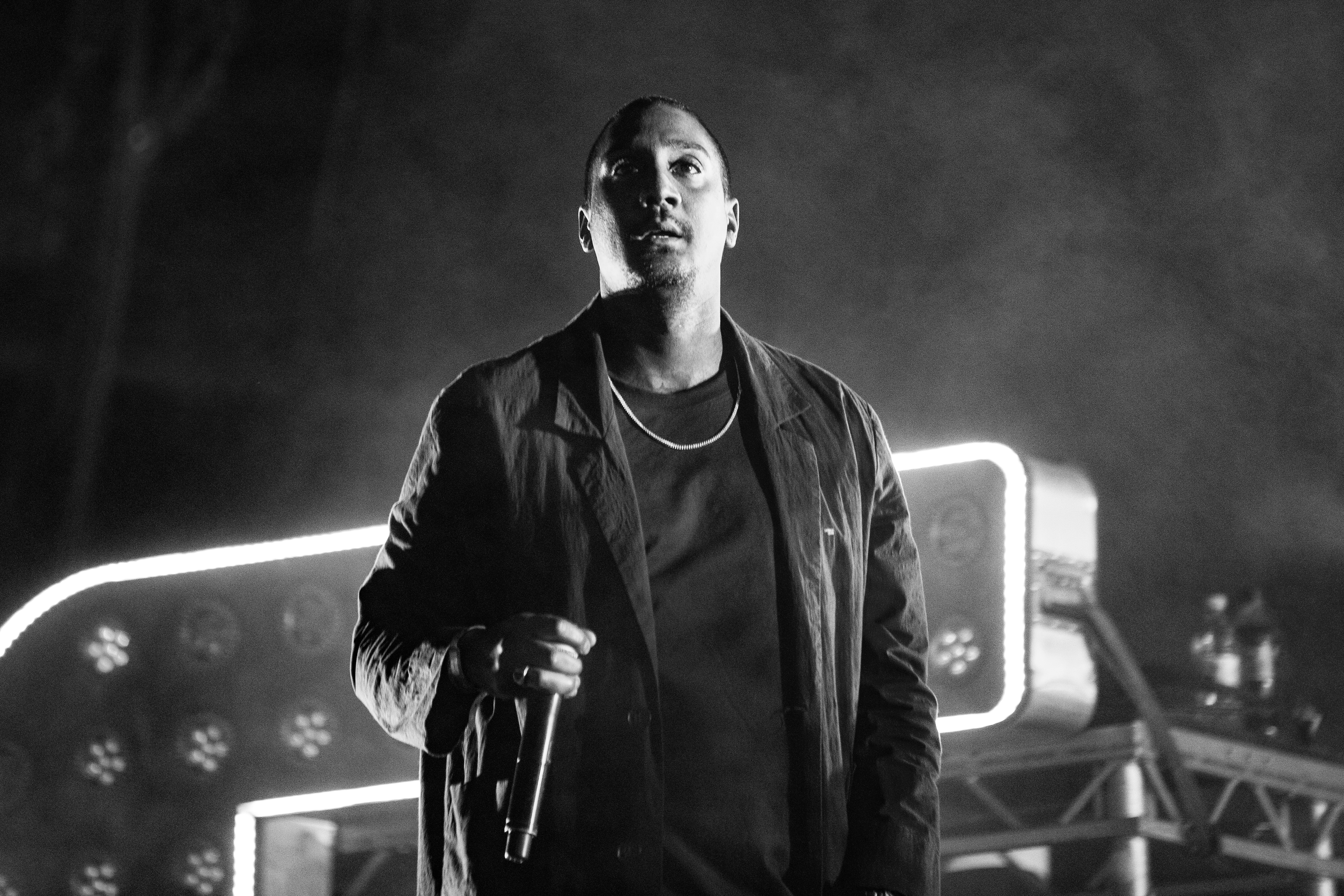
MC Rage, SonneMondSterne 2018

Chase & Status es un grupo británico de música electrónica producida por Saul Milton (Chase) y Will Kennard (Status). Actualmente, MC Rage & Andy Gangadeen también componen la banda. El dúo de  Londres, y se formó en 2003 después de conocerse en la universidad en Manchester. El grupo desde entonces ha lanzado tres discos, además de colaborar con los principales artistas de la talla de Plan B, Cee Lo Green, Rihanna, Example y Tinie Tempah.

## Historia

### 2003-2005
Saul Milton (Chase) y Will Kennard (Status) se conocieron en Londres a través de un amigo en común, se reunieron otra vez mientras estaban estudiando en la Universidad en Manchester. Will estudiaba Historia del Arte en Universidad de Mánchester, mientras Saul estudiaba Lengua Inglesa y Humanidades en Universidad Metropolitana de Mánchester. Will decidió dejar la universidad para dedicarse a su carrera musical aunque Saul se las arregló para lograr matrícula de honor en sus estudios a pesar de dedicar la mayor parte de su tiempo a la música.

### 2006–2009:More Than Alot
Chase & Status ha logrado tres éxitos musicales, números uno en la lista de dance de Reino Unido, llamada UK Dance Chart entre 2007 - 2009; the double A-side "Hurt You" / "Sell Me Your Soul" en 2007 y "Take Me Away" / "Judgement" en 2008 fueron dos de ellos. El 5 de octubre de 2008, alcanzaron el puesto 70 en las listas de éxitos, UK Singles Chart y número 1 en la lista de éxitos dance de Reino Unido otra vez con su sencillo "Pieces" con el cantante de Plan B. En 2009, alcanzaron el número 45 con "Against All Odds", con la colaboración del rapero británico Kano.

### 2009–2011:No More Idols
En noviembre de 2009, el dúo entró los primeros puestos de la lista de éxitos, los ¨cuarenta¨ de  Reino Unido, sería su primera vez, con la canción "End Credits". La canción fue lanzada el 2 de noviembre de 2009 con el Plan B, donde llegó a su máximo en la lista de éxitos tras alcanzar el puesto número nueve.
Cuando el dúo lanzó "Let You Go" el 15 de agosto de 2010, reveló que era el segundo sencillo de su próximo álbum que se iba a llamar No More Idols, el lanzamiento del disco fue en HMV Forum en Kentish Town el 21 de octubre. El sencillo con la voz destacada del cantante Mali debutó en la lista de éxitos de Reino Unido con el puesto número once, seguido de su posterior éxito "Hypest Hype" (con Tempa T) fue lanzado en octubre de 2010 que sería su tercer sencillo exitoso. El tercer sencillo del álbum, fue lanzado para descarga gratuita en su propia página web el 8 de noviembre de 2010, que no entró en lista. El cuarto sencillo del álbum fue "Blind Faith", en el cual colaboró el cantante de soul/compositor Liam Bailey fue lanzado al mercado en enero de 2011. Otros sencillos suyos como "Time" (con Delilah), "Hitz" (con Tinie Tempah) y "Flashing Lights" (con Sub Focus y Takura). El álbum también contiene la canción "Heavy" con Dizzee Rascal. El álbum debutó como número 2 en la lista de álbumes de Reino Unido y fue certificado con disco de oro tras la primera semana de ventas por la Industria Británica del sonido, British Phonographic Industry.

### 2012–presente:Brand New Machine

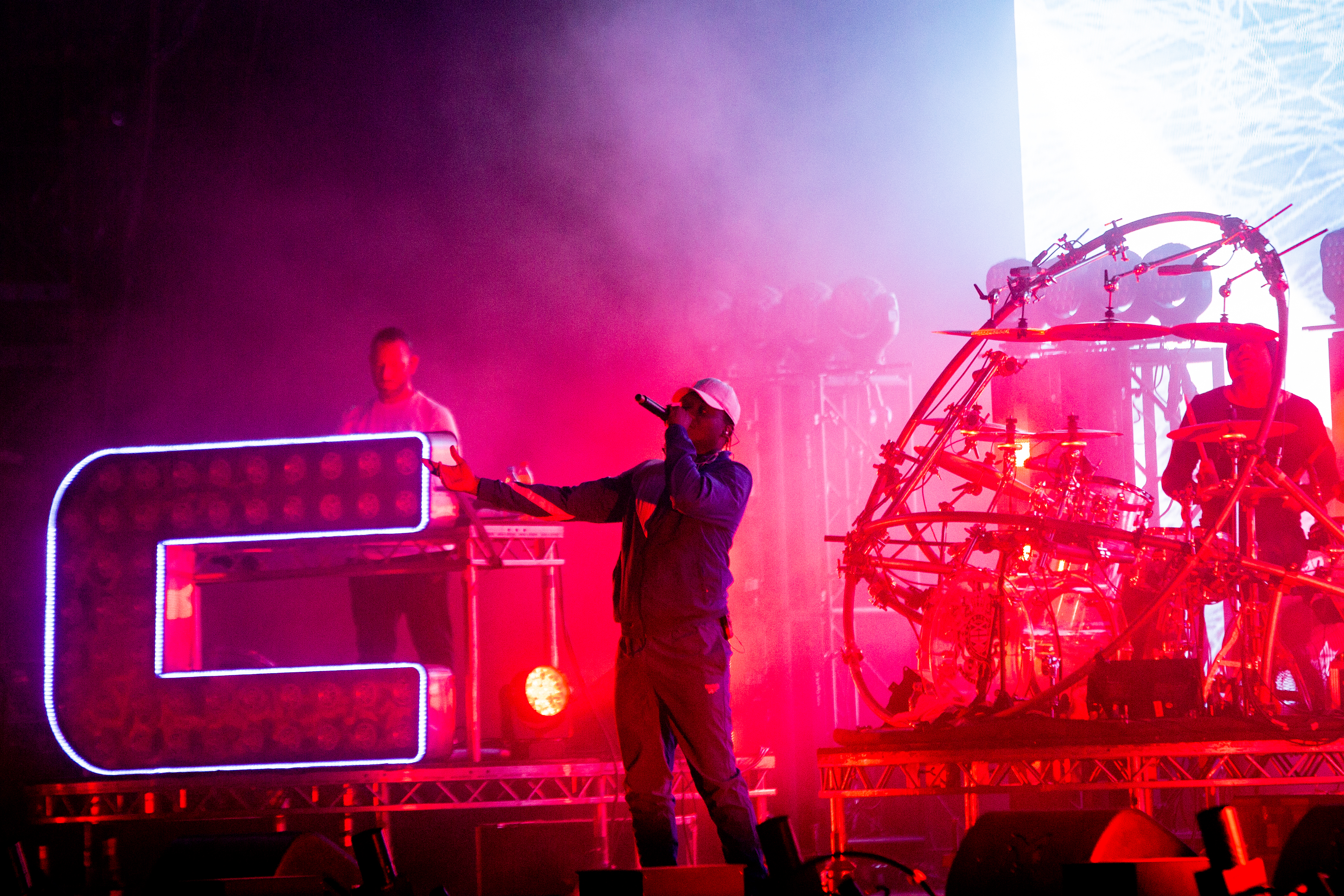
Chase & Status, SonneMondSterne 2018

En contraste con More Than Alot y No More Idols, el nuevo disco tiene un sonido más oscuro que sus anteriores. El dúo actuó como un secundario de cabeza de cartel el viernes por la noche en el Download Festival 2012, provocando una marea de entusiasmo (El festival es reconocido por su música rock/metal), a pesar de los favoritos de los fanes eran Machine Head, que había sido objeto de una campaña en Internet para encabezar el festival. Sin embargo fueron bien recibidos. Chase & Status también encabezaban el cartel en el festival de música electrónica South West Four en el London Clapham Common.
Chase & Status: Live at Brixton, es un  CD/DVD con apariciones de artistas como Tinie Tempah, Liam Bailey, Mali & Delilah, fue lanzado al mercado el 2 de abril de 2012.
El 15 de octubre de 2012, la canción "Big Man" con Liam Bailey fue lanzada para libre descarga en la página web oficial de Chase & Status. Al día siguiente fue publicada y expandida por más internautas por la web. El video musical también se publicó el 15 de octubre en su canal oficial de Youtube y en el canal oficial de ¨UKFDrumandBass¨.
El 8 de marzo de 2013, el dúo había confirmado su actuación el sábado por la noche en el  Roskilde Festival siguiendo a Metallica en el escenario naranja. El 11 de marzo de 2013, el dúo había confirmado en su página web que actuarían el sábado por la noche en el ¨¨Reading Festival¨ y el domingo noche en el ¨Ledds Festival¨
El 4 de junio de 2013, el sencillo del álbum principal "Lost & Not Found" con Louis M^ttrs fue subida a su canal de Youtube:  ChaseAndStatusVEVO. El sencillo digital fue lanzado el 26 de junio e incluía el remix de MTA records con los artistas Dream Mclean, Kove and Josh Butler. El 17 de junio de 2013, MTA Records declaró en exclusiva que Elli Ingram los apoyaría en su tour y con su próximo disco.
El 26 de julio de 2013, anunciaron que el título de su disco será Brand New Machine.  El segundo sencillo de su disco "Count on Me" es con el cantante Moko premiado en B.Traits' BBC Radio 1 actuó el mismo día, y el álbum fue "Count On Me" fue lanzado el 29 de septiembre. El disco fue lanzado el 7 de octubre.
También ha pisado España el 3 de agosto de 2013 en el Arenal Sound Festival.
El 24 de agosto de 2013, actuaron en el escenario principal del Reading Festival antes que Eminem. Durante la actuación, MC Rage tuvo que parar la actuación porque los asistentes empezaron a chocarse fuertemente entre ellos enfrente del escenario. La actuación fue retomada y finalizó con éxito. They headlined 1Xtra Live en Bournemouth el 7 de octubre, el mismo día que el álbum fue lanzado, y volvieron al BIC en su Arena Tour en noviembre. La banda tocó su primera actuación en la India durante el festival musical popular multi-género popular, Bacardi NH7 Weekender el 20 de octubre de 2013.

## Remixes y producciones
El dúo también creó un remix de la versión de "Invaders Must Die" para The Prodigy. En Australia, el remix llegó al puesto 53 de la lista de éxitos de Aria  Aria Singles Chart y al número 7 en la lista de éxitos dance de Aria. Ellos también han producido para Rihanna numerosas veces para su cuarto álbum Rated R, sexto álbum Talk That Talk y su séptimo álbum "Unapologetic", además de la producción británico-kosovana  para la cantante Rita Ora con su hit nº1, R.I.P y una coproducción de una canción para el disco de Alexandra Burke, Overcome.  Otros remix incluyen ``Black Canvas´´ "Broken Dreams", Dizzee Rascal con "Sirens", Nneka con su tema "Heartbeat" y Capletoncon la canción "Who Dem" (renombrada como "Duppy Man"). Chase & Status también han producido canciones para la cantante  Example para su segundo disco Won't Go Quietly ("Sick Note") y otra vez para su tercer álbum Playing in the Shadows. Ellos también produjeron la canción inédita "Pink Notes" que cuenta con su mezcla en The Credit Munch Redux.

## MTA Records
En 2008, Chase & Status fundaron su sello discográfico independiente, (Independent record label) More Than Alot Records (MTA Records), especializada en música ¨excepcional¨.

## Miembros
- Saul Milton (Chase)  – teclado, programación, DJ, guitarra
- Will Kennard (Status) – teclado, programación, DJ

Miembros incorporados:
- Rage – MC (2009–presente)
- Andy Gangadeen – batería  (2009–presente)

## Discografía

### Álbumes
En estudio
- More than Alot (2008)
- No More Idols (2011)
- Brand New Machine (2013)
- Tribe (2017)

EP
- Ten Tonne (2005)
- The Druids (2006)

### Sencillos
| Año  | Título                                                                | Posiciones | Certificaciones | Álbum               |
| Año  | Título                                                                | R.U.       | Certificaciones | Álbum               |
| ---- | --------------------------------------------------------------------- | ---------- | --------------- | ------------------- |
| 2005 | "Duppy Man" / "Top Shotta" (con Capleton / Riko Dan, Trim & Scratchy) | —          |                 | Sencillos sin álbum |
| 2007 | "Dumpling Riddim" / "Disco" (con Riko Dan)                            | —          |                 | Sencillos sin álbum |
| 2007 | "Hurt You" / "Sell Me Your Soul"                                      | —          |                 | More than Alot      |
| 2008 | "Take Me Away" / "Judgement (Informer)"                               | —          |                 | More than Alot      |
| 2008 | "Pieces" / "Eastern Jam" (con Plan B)                                 | 70         |                 | More than Alot      |
| 2009 | "Against All Odds" / "Saxon" (con Kano)                               | 45         |                 | More than Alot      |
| 2009 | "End Credits" (con Plan B)                                            | 9          | - R.U.: Plata   | No More Idols       |
| 2010 | "Let You Go" (con Mali)                                               | 11         | - R.U: Plata    | No More Idols       |
| 2011 | "Blind Faith" (con Liam Bailey)                                       | 5          | - R.U: Plata    | No More Idols       |
| 2011 | "Time" (con Delilah)                                                  | 21         | - R.U: Plata    | No More Idols       |
| 2011 | "Hitz" (con Tinie Tempah)                                             | 39         |                 | No More Idols       |
| 2011 | "Flashing Lights" (con Sub Focus & Takura)                            | 98         |                 | No More Idols       |
| 2013 | "Lost & Not Found" (con Louis M^ttrs)                                 | 9          | - R.U: Plata    | Brand New Machine   |
| 2013 | "Count on Me" (con Moko)                                              | 5          |                 | Brand New Machine   |
| 2013 | "Alive" (con Jacob Banks)                                             | 21         |                 | Brand New Machine   |
| 2014 | "Blk & Blu" (con Ed Thomas)                                           | 48         |                 | Brand New Machine   |

### Producciones discográficas
| Año  | Título                   | Álbum                                      | Artista         |
| ---- | ------------------------ | ------------------------------------------ | --------------- |
| 2006 | "In Love"                | For Lost Friends                           | Jenna G         |
| 2009 | "Snoop Dogg Millionaire" | Dubstep LA: Embrace The Renaissance Vol. 1 | Snoop Dogg      |
| 2009 | "Express Urself"         | Catch 22                                   | Tinchy Stryder  |
| 2009 | "Nothing But the Girl"   | Overcome                                   | Alexandra Burke |
| 2009 | "Mad House"              | Rated R                                    | Rihanna         |
| 2009 | "Wait Your Turn"         | Rated R                                    | Rihanna         |
| 2009 | "G4L"                    | Rated R                                    | Rihanna         |
| 2009 | "Pink Notes"             | (sin lanzamiento)                          | Example         |
| 2010 | "Sick Note"              | Won't Go Quietly                           | Example         |
| 2010 | "Spaceship"              | Method to the Maadness                     | Kano            |
| 2011 | "Playing in the Shadows" | Playing in the Shadows                     | Example         |
| 2011 | "Red Lipstick"           | Talk That Talk                             | Rihanna         |
| 2012 | "R.I.P."                 | Ora                                        | Rita Ora        |
| 2012 | "Jump"                   | Unapologetic                               | Rihanna         |
| 2012 | "Network"                | Non-album single                           | Dream Mclean    |
| 2013 | "Mosh Pit"               | Demonstration                              | Tinie Tempah    |
| 2014 | "Your Love"              | Gold EP                                    | Moko            |

## Giras
- Chase & Status Debut Live Tour (Reino Unido, 2009)[19]
- Live Tour (primavera y otoño, Reino Unido en 2010)[20][21]
- No More Idols Tour (Reino Unido, Europa, Norteamérica, 2011)[22][23][24][25]
- Brand New Machine Arena Tour (Reino Unido Otoño de 2013)[26]